# 阿扎错
阿扎错（藏語：ཨར་རྕམཚོ།）位于中国西藏自治区那曲市嘉黎县县城阿扎镇西南，湖面海拔4504米，湖长5.1千米，平均宽1.2千米，面积6.7平方千米。阿扎错属于雅鲁藏布江流域的外流湖泊，湖水从东北岸出流汇入秀达曲。